# Pleurésie
 Mise en garde médicale
La pleurésie est une inflammation aiguë ou chronique des membranes qui entourent le poumon et la cavité thoracique (la plèvre), avec ou sans épanchement. Les symptômes en sont notamment une douleur sourde liée à la friction entre les membranes de la plèvre qui ne glissent plus normalement, laquelle s'accentue en cas de toux, de fièvre, de difficultés respiratoires, etc. Une pleurésie sans épanchement s'appelle « pleurésie sèche » ou « pleurite ».
Le nom vient de plèvre, en grec ancien : πλευρόν (pleurón, « côte, flanc »).

## Causes
- bactérienne (tuberculose, streptocoque, staphylocoque, tularémie et autres germes pathogènes)
- tumorale (mésothéliome, pulmonaire, métastatique)
- métabolique
- rhumatismale
- virale (coxsackie)
- syndrome de Demons-Meigs.

## La pleurésie dans l'élevage

### La pleurésie dans l'élevage porcin
Les maladies respiratoires telles que la pleurésie sont une pathologie dominante dans le milieu de l'élevage porcin, ayant des conséquences plus ou moins importantes selon la sévérité des lésions, ainsi que l'état sanitaire du troupeau.

### Les causes de la pleurésie dans l'élevage porcin
La pleurésie chez le porc est le plus souvent causée par une bactérie appelée Actinobacillus pleuropneumoniae, bien que d'autres bactéries peuvent être facteurs de cette pathologie, telles que Haemophilus parasuis, Pasteurella multocida ou encore Streptococcus suis.